# Пространство изображений
Простра́нство изображе́ний (нем. Bildraum, англ. Image space, фр. Espace image) — пространство, в котором расположены изображения точек пространства предметов, — вершины световых пучков, вышедших из оптической системы.
В идеальных оптических системах все точки пространства отображаются в пространстве изображений, в реальных — не все, то есть пространство изображений ограничено из-за формы и размеров деталей системы. В теории оптических систем обычно рассматривается не всё пространство изображений, а только некоторая его плоскость, сопряжённая с одной плоскостью пространства предметов. Пространство изображений может быть действительным или мнимым. В пространстве изображений любой оптической системы расположены: задний фокус, задняя главная плоскость, задняя фокальная плоскость, задняя главная точка, задняя узловая точка, а также задняя поверхность последнего оптического элемента (например, линзы).